# 안의고등학교
안의고등학교(安義高等學校)는 대한민국 경상남도 함양군 안의면 석천리에 있는 공립 고등학교이다.

## 학교 연혁
- 1951년 8월 30일 : 재단법인 안의고등학교 설립인가
- 1951년 10월 1일 : 개교일
- 1994년 3월 1일 : 공립 전환
- 1995년 3월 1일 : 안의종합고등학교로 교명 변경
- 1999년 3월 1일 : 안의고등학교 교명 환원
- 2012년 3월 1일 : 일반계 고등학교로 전환
- 2023년 2월 9일 : 제72회 졸업(남 23명, 여 19명 계 42명, 총졸업생수 7,937명)
- 2023년 3월 1일 : 제22대 이승근 교장 취임

## 참고 자료
- 안의고등학교 - 한국교육학술정보원 학교알리미